# Gateway predefinito
Un gateway predefinito (in inglese default gateway), in informatica e telecomunicazioni, è l'indirizzo di un router o altro dispositivo di routing che collega una rete locale a Internet.

## Descrizione e funzionamento
Quando un host vuole collegarsi a un indirizzo IP esterno alla rete locale, la richiesta viene inoltrata automaticamente a un gateway incaricato, dopo un instradamento diretto nella rete locale. Quando non ne esiste uno appositamente configurato per la richiesta, questa viene trasmessa automaticamente al gateway predefinito. Il parametro Default Gateway è proprio del sistema TCP/IP ed è una indicazione importante per la realizzazione del routing, ovvero l'instradamento dei pacchetti di dati nella rete Internet.
Ogni host collegato a Internet abilitato all'invio di dati sulla rete, deve avere un gateway predefinito nelle sue impostazioni.

## Nei sistemi operativi
Nei sistemi Unix/Linux, per avere informazioni sul gateway predefinito basta digitare da shell il comando route.
Invece, nei sistemi Windows, bisogna digitare dal prompt dei comandi route PRINT.
In entrambi i casi vengono stampate a schermo le informazioni contenute nella tabella di routing, tra cui il gateway predefinito.